# Leaseplan
LeasePlan Corporation N.V. ist ein herstellerunabhängiges Autoleasing- und Fuhrparkmanagement-Unternehmen in den Niederlanden.
Neben dem reinen Finanzleasing für gewerbliche Fuhrparks bietet LeasePlan Services innerhalb der automobilen Wertschöpfungskette. Unter anderem sind das Tankkarten, Unfall- und Schadenservice, Instandhaltung und Reifen, Mietwagen und Versicherung. Darüber hinaus können ausgesuchte Consulting-Projekte im Fuhrparkbereich beauftragt werden. Mit CarNext.com hat LeasePlan einen europaweiten digitalen Marktplatz für Gebrauchtwagen, der mit Fahrzeugen aus der eigenen Flotte sowie von Drittpartnern beliefert wird.
LeasePlan befindet sich zu 100 % im Besitz der LP Group B. V., eines Konsortiums von Langzeitinvestoren, einschließlich des niederländischen Pensionsfondsanbieters PGGM, Dänemarks größtem Pensionsfonds ATP, GIC, Luxinva S.A. – im vollständigen Besitz der Abu Dhabi Investment Authority (ADIA) – sowie durch die von TDR Capital LLP verwalteten Investmentfonds.
Die LeasePlan-Gruppe ist in über 29 europäischen Staaten vertreten betreut weltweit mehr als 1,8 Millionen Fahrzeuge.

## LeasePlan Deutschland GmbH
Die LeasePlan Deutschland GmbH ist eine 100-prozentige Tochtergesellschaft der niederländischen LeasePlan Corporation N.V. aus Amsterdam. LeasePlan Deutschland hat seine deutsche Hauptverwaltung in Düsseldorf und Niederlassungen am Finanzplatz Düsseldorf, in Hamburg, Frankfurt am Main, Stuttgart, München sowie ein Regionalbüro in Berlin. Den Gebrauchtwagenhandel mit eigenen Geschäften betreibt Leaseplan in Düren, Neuss, Mücke und Nürnberg. LeasePlan ist Mitglied im Bundesverband Deutscher Leasing-Unternehmen.

### Gründung
Die LeasePlan Beteiligungs- und Leasinggesellschaft mbH wurde 1973 als dritte Tochtergesellschaft der ABN AMRO Lease Holding N. V. in Düsseldorf gegründet. In Kooperation mit zwei Mitarbeitern begann der damalige Geschäftsführer Hans Lützenkirchen, das Unternehmen im Bereich Mobilienleasing zu etablieren.

### Differenzierung und Expansion
Im Laufe der folgenden Jahre vergrößerte sich das Unternehmen stetig, begann sich in verschiedene Abteilungen zu differenzieren, und gründete neue Unternehmenszweige, wie zum Beispiel 1978 die LeasePlan Versicherungsvermittlungsgesellschaft. 1980 wurde die LeasePlan Deutschland GmbH mit Schwerpunkt Mobilienleasing und Fuhrparkmanagement gegründet. 1987 erfolgte die Konstitution der TravelCard Deutschland GmbH als Anbieter für Dienstleistungskreditkarten. Wegen gewachsener Mitarbeiter- und Fahrzeugzahlen wechselte die LeasePlan Deutschland GmbH 1988 den Standort und zog nach Neuss. Seit 2018 liegt der Deutschlandsitz von LeasePlan wieder in Düsseldorf. Das Unternehmen bezog Büros im Düsseldorfer Medienhafen. Weitere Niederlassungen wurden 1991 in Hamburg, Frankfurt am Main und Stuttgart gegründet.

### Fuhrparkmanagement wird zur Kernaufgabe
Ab den 1990er Jahren wurden verstärkt Umstrukturierungen vorgenommen. 1996 wurden die TravelCard Deutschland GmbH und die LeasePlan Beteiligungs- und Leasinggesellschaft mbH zur TravelCard Deutschland GmbH Abrechnungssysteme vereint und der Vertrieb sowie die Kundenbetreuung als getrennte Bereiche etabliert. Vier Jahre später nahm die LeasePlan-Gruppe ein Re-Branding vor, um die internationale Positionierung der Marke LeasePlan weiter zu festigen. Dabei wurde der Bereich Equipment-Leasing verkauft und das Fuhrparkleasing und -management fortan als Kernaufgabe definiert.
1996 wurde LeasePlan nach DIN EN ISO 9001 zertifiziert. Weitere Re-Zertifizierungen erfolgten in den Jahren 1999, 2002, 2005 und 2008 nach dem in der Zwischenzeit durch den TÜV weiterentwickelten, neuen Standard DIN EN ISO 9001:2000 bzw. DIN EN ISO 9001:2008.
2008 wurde die „LeasePlan Beteiligungs- und Leasinggesellschaft mbH“ zur LeasePlan Deutschland GmbH umfirmiert.

### e-Tools, Umweltschutz und eine Marke für das Kleinflottensegment
2002 und 2003 entwickelte die LeasePlan Deutschland GmbH Internetkommunikations-Tools für Fuhrparkmanager und Fahrer, die Programme e-Manager und e-Driver. Unter neuen Gesellschaftern und dem neuen Geschäftsführer Johan Friman begann die LeasePlan Deutschland GmbH 2006 das Thema Umweltschutz in ihr Beratungskonzept zu integrieren. 2008 trat LeasePlan Deutschland die Mitgliedschaft der EU-Expertenkommission F.L.E.A.T. (Fleet Environmental Action & Assessment) an, die es sich über die Dauer von zwei Jahren zum Ziel gesetzt hatte, für die EU einen Empfehlungskatalog für Umweltinitiativen in Fuhrparks zu entwickeln.

## Serviceleistungen (Auswahl)
- Finanzleasing
- Internationales Fuhrparkmanagement
- Consulting und Beratung
- Fuhrparksoftware
- e-Tools: Online-Fahrzeugkonfigurator und -kalkulator für Fuhrparkverantwortliche und Dienstwagennutzer
- Instandhaltung
- Reifenservice
- Kraftstoff
- Schadenmanagement
- Mietwagen
- Flottenversicherung
- Tankkartenservice
- Fahrzeugvermarktung
- Führerscheinkontrolle
- Fahrerunterweisung
- Green Fleet
- Gehaltsumwandlung

Die Kernkompetenz der LeasePlan Deutschland GmbH stellt das gewerbliche Fuhrparkmanagement dar.